# Iskra Leonidovna Babič
Iskra Leonidovna Babič (in russo И́скра Леони́довна Ба́бич?; Soči, 10 gennaio 1932 – Mosca, 5 agosto 2001) è stata una regista sovietica.

## Filmografia parziale

### Regista
- Pastuch (1957)
- Pervoe svidanie (1960)
- Polovod'e (1962)
- Mužiki!.. (1981)